# 筒瓣兰属
筒瓣兰属（学名：Anthogonium）是兰科下的一个属，为陆生兰。该属仅有筒瓣兰（Anthogonium gracile）一种，分布于中国西南部至泰国、缅甸、斯里兰卡、尼泊尔等地。